# Дэр, Йинка
Йинка Дэр (англ. Yinka Dare; 10 октября 1972 года в Кано, Нигерия — 9 января 2004 года , Энглвуд, Нью-Джерси) — нигерийский профессиональный баскетболист, 4 сезона выступавший за команду Национальной баскетбольной ассоциации «Нью-Джерси Нетс». Скончался от сердечного приступа в 31 год.

## Ранние годы
Впервые Дэра увидел адвокат нигерийского происхождения Ллойд Акву, во время посещения Лагоса в 1991 году. Акву спросил высоченного парня сколько он ростом, парень ответил, что не знает. Акву упросил Дэра заниматься баскетболом и переехать в Америку, предрекая Дэру большое будущее.

## Колледж/Средняя школа
Выступал за команду Университета имени Джорджа Вашингтона, где было одним из лидеров. В 1992/93 году вместе с командой Дэр вышел в плей-офф NCAA (Sweet-16), а в сезоне 1993/94 вместе с командой вышел во второй раунд. К концу своей карьеры в студенческой лиги Дэр в среднем набирал 13,8 очков и делал 10,7 подборов. Также был лидером своей команды по блок-шотам делая 2,0 за игру.

## Профессиональная карьера
Был выбран под 14-м номером на драфте 1994 года, подписав 6-летний контракт на 9 миллионов долларов. Сыграл 110 игр за четыре сезона в НБА.
В начале 1998 года Дэр был обменян вместе с Дэвидом Бенуа и Кевином Эдвардсом, в «Орландо Мэджик», на Брайана Эванса и Рони Сейкали, откуда его сразу же отчислили. Впоследствии, он периодически играл в других лигах, включая Континентальную Баскетбольную Ассоциацию и Баскетбольную Лигу Соединенных Штатов до 2003 года.
Дэр играл за сборную Нигерии на чемпионате мира 1998 года, где команда не прошла дальше первого группового раунда.

## Смерть
Дэр скончался в 2004 году после падения в своем доме в Энглвуде, Нью-Джерси. Судебно-медицинский эксперт решил, что Йинка скончался из-за сердечного приступа, обусловленного аритмией, которую обнаружили, когда он ещё учился в колледже. Ему был только 31 год. Люциус Харрис, который играл за Нетс в 1997—1998, в заключительный сезон Дэра, сказал: «Это очень плохое событие. Я соболезную его семье. Он был еще очень молодым. Всегда казалось, что он был в форме. Но это произошло, и я не понимаю почему».
Керри Киттлз, который играл с Дэром в течение последних двух его сезонов, сказал: «Он был тихим парнем, немногословным. Он упорно трудился — пускай он немного играл, но он был веселым парнем, хорошим парнем. Он был молод. Это заставляет задуматься, что такое несчастье может произойти с любым человеком, с вами, со мной. Просто ему не повезло».

## Интересные факты
- Йинка Дэр представлен как бонусный персонаж в портах NBA Jam: Tournament Edition на Sega Genesis и SNES.

## Статистика

### Статистика в НБА
| Сезон                                                                                    | Команда    | Регулярный сезон | Регулярный сезон | Регулярный сезон | Регулярный сезон | Регулярный сезон | Регулярный сезон | Регулярный сезон | Регулярный сезон | Регулярный сезон | Регулярный сезон | Регулярный сезон | Серия плей-офф | Серия плей-офф | Серия плей-офф | Серия плей-офф | Серия плей-офф | Серия плей-офф | Серия плей-офф | Серия плей-офф | Серия плей-офф | Серия плей-офф | Серия плей-офф |
| Сезон                                                                                    | Команда    | GP               | GS               | MPG              | FG%              | 3P%              | FT%              | RPG              | APG              | SPG              | BPG              | PPG              | GP             | GS             | MPG            | FG%            | 3P%            | FT%            | RPG            | APG            | SPG            | BPG            | PPG            |
| ---------------------------------------------------------------------------------------- | ---------- | ---------------- | ---------------- | ---------------- | ---------------- | ---------------- | ---------------- | ---------------- | ---------------- | ---------------- | ---------------- | ---------------- | -------------- | -------------- | -------------- | -------------- | -------------- | -------------- | -------------- | -------------- | -------------- | -------------- | -------------- |
| 1994/95                                                                                  | Нью-Джерси | 1                | 0                | 3,0              | 0,0              | -                | -                | 1,0              | 0,0              | 0,0              | 0,0              | 0,0              | Не участвовал  | Не участвовал  | Не участвовал  | Не участвовал  | Не участвовал  | Не участвовал  | Не участвовал  | Не участвовал  | Не участвовал  | Не участвовал  | Не участвовал  |
| 1995/96                                                                                  | Нью-Джерси | 58               | 23               | 10,8             | 43,8             | -                | 61,3             | 3,1              | 0,0              | 0,1              | 0,7              | 2,8              | Не участвовал  | Не участвовал  | Не участвовал  | Не участвовал  | Не участвовал  | Не участвовал  | Не участвовал  | Не участвовал  | Не участвовал  | Не участвовал  | Не участвовал  |
| 1996/97                                                                                  | Нью-Джерси | 41               | 2                | 7,6              | 35,2             | -                | 51,4             | 2,0              | 0,1              | 0,1              | 0,7              | 1,4              | Не участвовал  | Не участвовал  | Не участвовал  | Не участвовал  | Не участвовал  | Не участвовал  | Не участвовал  | Не участвовал  | Не участвовал  | Не участвовал  | Не участвовал  |
| 1997/98                                                                                  | Нью-Джерси | 10               | 0                | 6,0              | 22,2             | -                | 50,0             | 1,7              | 0,1              | 0,0              | 0,2              | 1,2              | Не участвовал  | Не участвовал  | Не участвовал  | Не участвовал  | Не участвовал  | Не участвовал  | Не участвовал  | Не участвовал  | Не участвовал  | Не участвовал  | Не участвовал  |
|                                                                                          | Всего      | 110              | 25               | 9,1              | 39,6             | -                | 57,0             | 2,6              | 0,0              | 0,1              | 0,6              | 2,1              | Не участвовал  | Не участвовал  | Не участвовал  | Не участвовал  | Не участвовал  | Не участвовал  | Не участвовал  | Не участвовал  | Не участвовал  | Не участвовал  | Не участвовал  |
| Наведите курсор мыши на аббревиатуры в заголовке таблицы, чтобы прочесть их расшифровку. |            |                  |                  |                  |                  |                  |                  |                  |                  |                  |                  |                  |                |                |                |                |                |                |                |                |                |                |                |

### Статистика в NCAA
| Сезон | Команда          | Conf  | Class | GP | GS | MPG  | FG%  | 3P% | FT%  | RPG  | APG | SPG | BPG | PPG  |
| --- | ---------------- | ----- | ----- | -- | -- | ---- | ---- | --- | ---- | ---- | --- | --- | --- | ---- |
| 1992/93 | Джордж Вашингтон | A-10  | FR    | 30 | 28 | 27,7 | 55,1 | -   | 47,3 | 10,3 | 0,1 | 0,6 | 2,8 | 12,2 |
| 1993/94 | Джордж Вашингтон | A-10  | SO    | 30 | 28 | 29,6 | 53,8 | -   | 58,5 | 10,3 | 0,6 | 0,7 | 1,9 | 15,4 |
| Всего | Всего            | Всего | Всего | 60 | 56 | 28,7 | 54,4 | -   | 52,9 | 10,3 | 0,4 | 0,6 | 2,3 | 13,8 |
| Наведите курсор мыши на аббревиатуры в заголовке таблицы, чтобы прочесть их расшифровку Статистика приведена с сайта sports-reference.com |                  |       |       |    |    |      |      |     |      |      |     |     |     |      |